# غلاكسو سميث كلاين
جلاكسو سميث كلاين (اختصارًا GSK) هي شركة أدوية بريطانية عالمية متعددة الجنسيات، تقوم بالابحاث في علوم الأحياء البيولوجية وإنتاج اللقاحات والأدوية الصحية الاستهلاكية. مقرها في مدينة لندن في المملكة المتحدة. وتعتبر شركة جلاكسو سميث كلاين رابع أكبر شركة أدوية استهلاكية في العالم حسب إحصاءعام 2009 وجائت مبيعاتها من الأدوية والوصفات الطبية (بعد شركات فايزر، ونوفارتيس، وسانوفي). وقد تم تأسيسها في عام 2000 من خلال اندماج جلاكسو ويلكوم وسميث كلاين بيتشام.
في يوليو 2012 أقر شركة جلاكسو سميث كلاين بأنها مذنبة في اتهامات جنائية في الولايات المتحدة لترويجها لبعض الأدوية غير معتمدة للاستخدام،. والفشل في الإبلاغ عن بيانات السلامة، والرشاوى لأطباء في الولايات المتحدة، ووافقت على دفع 3 مليارات دولار كغرامات، بما في ذلك غرامة جنائية بقيمة مليار دولار في أكبر قضية احتيال في مجال الرعاية الصحية حتى الآن في بريطانيا. والتهم الموجه إلى الشركة هي قيامها بتسويق بعض الأدوية المضادة للاكتئاب مثل بارواكسيتين وبوبروبيون بدون اعتماد رسمي وعدم قيام الشركة بتقديم بيانات ضمان السلامة حول ألبيغلوتايد، وهو دواء مرض السكري. وكان جزء من هذه التسوية لمبيعات الشركة فلوتيكازون سالميتيرول لعلاج الربو.
في عام 2019، وفقا لمجلة فوربس، صنفت شركة جلاكسو سميث كلاين سادس أكبر شركة أدوية في العالم، بعد فايزر ونوفارتس وروش وسانوفي وميرك آند كو.
صنفت شركة جلاكسو سميث كلاين في المرتبة 296 في قائمة فورتشين 500 لشركات البرمجيات والمعلوماتية، وفي المرتبة العاشرة من حيث شركات الأدوية وتأتي بعد شركة موارد الصين وشركة جونسون آند جونسون وشركة روش وشركة سينوفارم وشركة فايزر وشركة نوفارتس وشركة باير وشركة ميرك وشركة سانوفي.
لدى شركة جلاكسو سميث كلاين قائمة رئيسية في بورصة لندن وهي جزء من مؤشر فوتسي 100. اعتبارا من أغسطس عام 2016، بلغت قيمتها السوقية 81 مليار جنيه إسترليني أي حوالي 107 مليار دولار أمريكي، وهي رابع أكبر شركة في بورصة لندن. ولديها قائمة ثانوية في بورصة نيويورك.
طورت الشركة أول لقاح للملاريا وهو أر تي إس. في عام 2014، وقالت أنها ستوفر اللقاح مقابل 5% من الأرباح فوق تكلفته.
تتضمن المنتجات السابقة التي طورتها شركة جلاكسو سميث كلاين العديد من المنتجات المدرجة في قائمة الأدوية الأساسية لمنظمة الصحة العالمية، مثل أموكسيسيلين و ميركابتوبورين و بيريميثامين وزيدوفودين.

## التاريخ

### جلاكسو ويلكوم

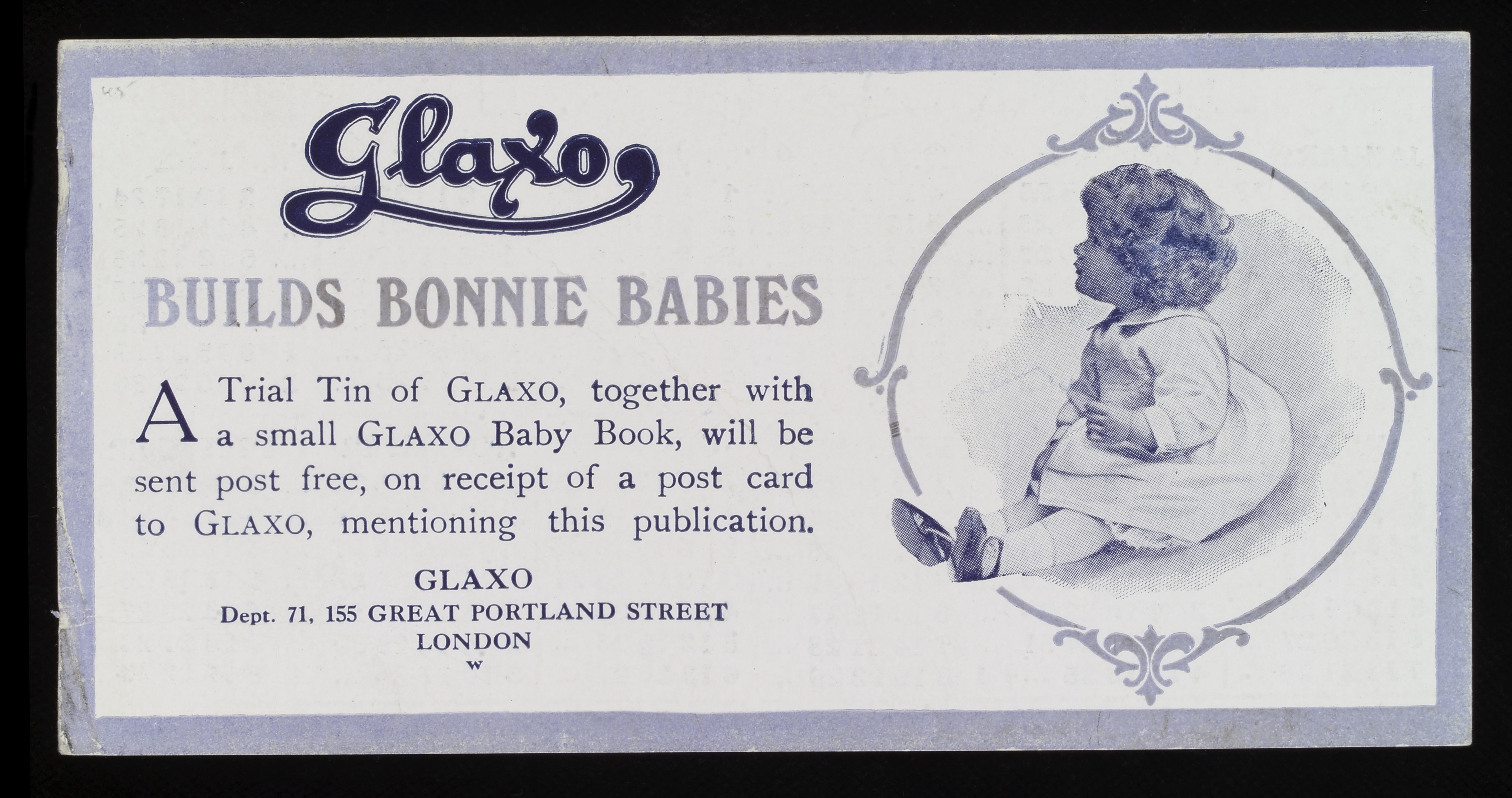

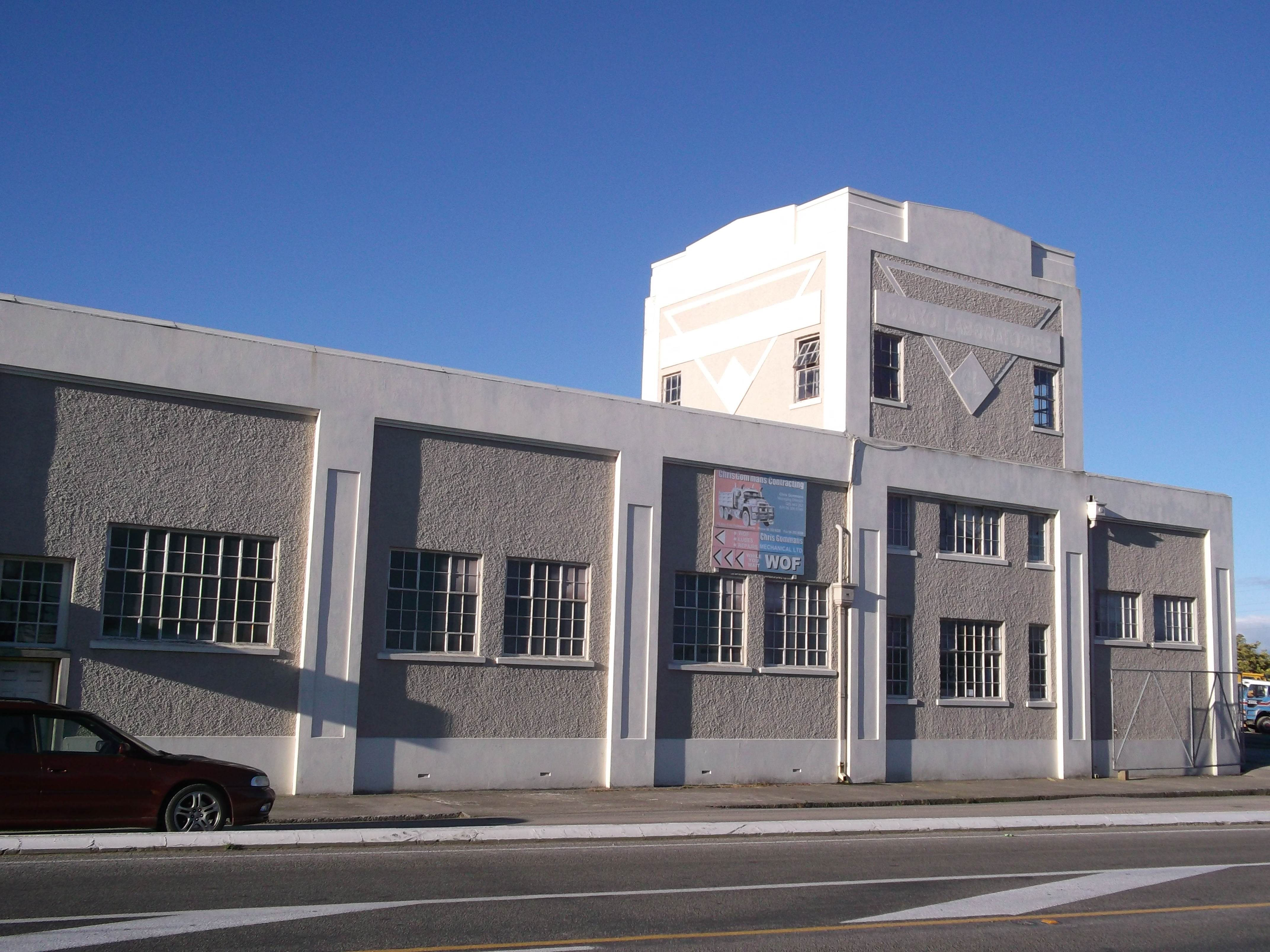
شيد مصنع غلاسكو سميث كلاين في عام 1918، في بانيثورب، نيوزيلندا، ولا تزال علامة المصنع مرئية حتى الأن

في عام 1873، تأسست شركة جوزيف ناثان وشركاه كشركة تجارية عامة في ولينغتون بنيوزيلندا، بواسطة جوزيف إدوارد ناثان أحد سكان لندن. في عام 1904، بدأت الشركة في إنتاج حليب الأطفال المجفف من الحليب الزائد المنتج من مزارع الألبان بالقرب من بانيثورب.
أول منتج من الحليب المجفف أنتجته الشركة أطلقت عليه اسم ديفانس جلاكسو، واطلقته الشركة في السوق بشعار جلاكسو تبني بوني بابي.
أول منتجات الأدوية التي أنتجتها الشركة كانت فيتامين دي، الذي صدر في عام 1924.
مازالت علامة مختبرات جلاكسو موجودة في شارع بانيثورب الرئيسي بلندن، حتى بعد ما أصبح الموقع ورشة لتصليح السيارات.
تأسست مختبرات جلاكسو كشركة فرعية متميزة في لندن عام 1935. أعاد مساهمو جوزيف ناثان تنظيم هيكل المجموعة في عام 1947، مما جعل من شركة جلاكسو هي الشركة الأم وحصلوا على إدراج في بورصة لندن.
في عام 1958، استحوذت شركة جلاكسو على شركة ألين آند هانبوريس، وعين ديفيد جاك الدكتور الصيدلي الاسكتلندي كباحث في شركة ألين آند هانبوريس بعد سنوات قليلة من تولي شركة جلاكسو إدارة شركة ألين.
استمر ديفيد في قيادة البحث والتطوير بالشركة حتى عام 1987.
بعد أن اشترت شركة جلاكسو مختبرات ماير في عام 1978، بدأت تلعب دورا مهما في السوق الأمريكي. في عام 1983، انتقلت شركة جلاكسو إلى العمل في الولايات المتحدة الأمريكية بحديقة مثلث البحوث وهي مقر مركز أبحاث بالولايات المتحدة وزيبولون في ولاية كارولاينا الشمالية.
تأسست شركة بوروز ويلكوم وشركاه في عام 1880 في لندن على يد الصيادلة الأمريكيين هنري ويلكوم وسيلاس بوروز. افتتحت مختبرات ويلكوم للأبحاث الاستوائية في عام 1902. وفي عشرينيات القرن الماضي، أنشأ بوروز ويلكوم منشآت بحثية وتصنيعية في توكاهو بنيويورك، والتي كانت بمثابة المقر الرئيسي في الولايات المتحدة حتى انتقلت الشركة إلى ريسيرش تراينجل بارك في ولاية كارولينا الشمالية في عام 1971. عمل العالمان الحائزان على جائزة نوبل جيرترود ب. إليون وجورج هـ. هيتشنجز في الشركة وابتكروا أدوية لا تزال تستخدم منذ سنوات عديدة، مثل ميركابتوبورين.
في عام 1959، اشترت مؤسسة ويلكوم شركة كوبر وماكدوغال وروبرتسون لتصبح أكثر نشاطا في مجال الأدوية البيطرية.
عندما قررت بوروز ويلكوم نقل مقر الشركة الرئيسي، اختارت الشركة بول رودولف لتصميم المبنى الجديد.
صرح كيلفن ديكنسون، رئيس مؤسسة بول رودولف للتراث بإنشاء مبنى إليون هيتشنجز، واحتفل به في جميع أنحاء العالم عندما أنتهى من تشييده.
في عام 2016، كتب اليكس سيف كامينغز أحد مهندسي جامعة ولاية جورجيا عن المبنى انه المبنى الأيقوني الذي ساعد في تحديد صورة الشركة، فأنا لا أحب رودولف أو اكرهها لكن سيظل تصميمها لفته إبداعية مثيرة للإعجاب وجزء مهم من تاريخ الهندسة المعمارية.
في عام 2012، أعلنت شركة يونايتد ثيرابيوتكس انها اشترت مبنى إليون هيتشنجز، وصرحت عن خطة لهدمه في عام 2020.
في عام 1955، اندمجت شركتي جلاكسو وويلكوم وكونا شركة جلاكسو ويلكوم.
أعادت شركة جلاكسو ويلكوم هيكلة عمليات البحث والتطوير الخاصة بها في ذلك العام، حيث تخلت عن 10,000 عامل في جميع أنحاء العالم، وأغلقت منشأة البحث والتطوير في بيكنهام، وافتتحت مركز لأبحاث الأدوية في ستيفنيج بهيرتفوردشاير. في نفس العام، استحوذت شركة جلاكسو ويلكوم على شركة أفي ماكس وهي شركة رائدة في مجال الكيمياء التجميعية، يقع مقرها في كاليفورنيا.
بحلول عام 1999، أصبحت جلاكسو ويلكوم ثالث أكبر شركة أدوية في العالم من حيث الإيرادات بعد شركتي نوفارتس وميرك، بحصة سوقية عالمية تبلغ حوالي 4%. وشملت منتجاتها عقار سوماتريبتان لعلاج الصداع النصفي، سالبوتامول (فينتولين) لعلاج الربو، و آسيكلوفير لعلاج قروح البرد، و زيدوفيدين ولاميفودين لعلاج الإيدز.
في عام 1999، كانت شركة جلاكسو ويلكوم هي أكبر مصنع في العالم لأدوية علاج الربو وفيروس نقص المناعة البشرية و الإيدز. ووظفت 59,000 شخص، من بينهم 13,400 في المملكة المتحدة، وأصبح لديها 76 شركة عاملة و 50 منشأة تصنيع في جميع أنحاء العالم، وكان لها سبعة من منتجاتها من بين أفضل 50 دواء مبيعا في العالم.
كان لدى الشركة مراكز للبحث والتطوير في هيرتفوردشاير وكينت ولندن وفيرونا في ايطاليا، ومصانع في اسكتلندا وشمال إنجلترا. وكان لديها مراكز للبحث والتطوير في الولايات المتحدة واليابان، ومنشآت إنتاج في الولايات المتحدة وأوروبا والشرق الأقصى.

### سميث كلاين بيتشام

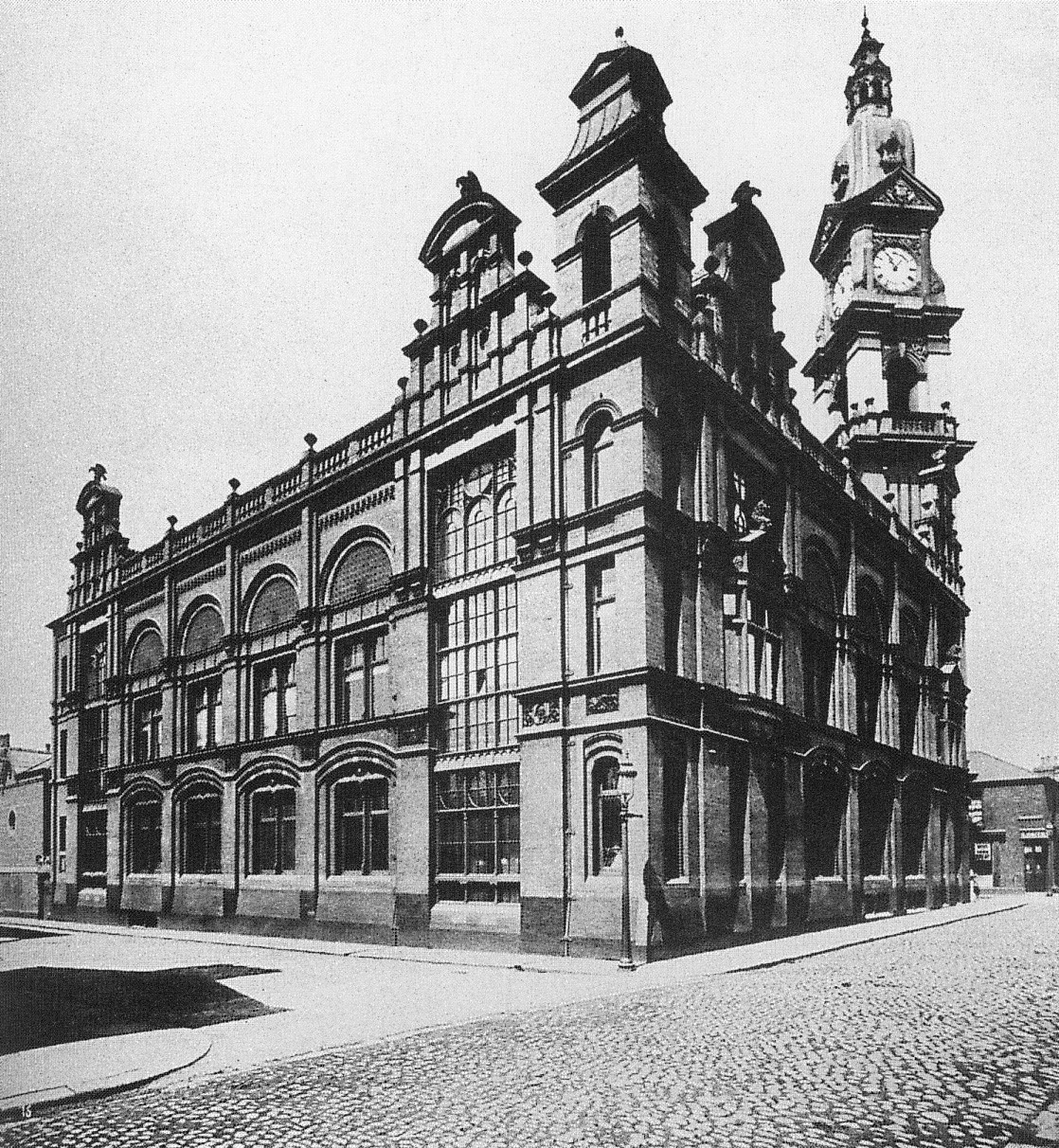
شيد برج ساعة بيتشام في عام 1877، كجزء من مصنع بيشام

في عام 1848، أطلق توماس بيتشام ملين عقار بيتشام في إنجلترا، ثم أنتج مجموعة بيتشام. في عام 1859، افتتحت شركة بيتشام أول مصنع لها في سانت هيلينز بلانكشاير.
بحلول الستينيات من القرن الماضي، كان بيتشام يشارك على نطاق واسع في المستحضرات الصيدلانية والمنتجات الاستهلاكية مثل معجون أسنان ماكلينز ولوكوزاد وأبحاث البنسلين الاصطناعية.
افتتح جون ك. سميث أول صيدلية له في فيلادلفيا في عام 1830. في عام 1865، انضم محلون كلاين إلى الشركة، التي أصبحت بعد 10 سنوات تعرف بشركة سميث كلاين وشركاه. في عام 1891، اندمجت شركة سميث مع شركة ريتشارد فرنسي وشركاه، وفي عام 1929، شكلت الشركتين معا شركة سميث كلاين والمختبرات الفرنسية، لتركز بشكل أكبر على الأبحاث. بعد عدة سنوات اشترت شركة سميث كلاين والمختبرات الفرنسية شركة مختبرات نوردن، وهي شركة تقوم بالأبحاث في مجال الأدوية البيطرية وصحة الحيوان.
في عام 1963، اشترت شركة سميث كلاين والمختبرات الفرنسية شركة البحوث العلاجية والصناعة في بلجيكا للتركيز على اللقاحات.
بدأت الشركة في التوسع عالميا، حيث اشترت سبعة مختبرات في كندا والولايات المتحدة في عام 1969. وفي عام 1982، اشترت شركة أليرجان، وهي الشركة المصنعة لمنتجات العناية بالعيون والبشرة.
في عام 1982، اندمجت شركة سميث كلاين والمختبرات الفرنسية مع شركة بيكمان، وشكلا شركة سميث كلاين بيكمان.
في عام 1988، اشترت شركة سميث كلاين بيكمان المختبرات الطبية الدولية، ودمجتها مع شركة بيتشام في عام 1989، لتشكل شركة سميث كلاين بيتشام، ثم نقلت المقر الرئيسي من الولايات المتحدة إلى إنجلترا.
اشترت شركة سميث كلاين بيتشام مركز أبحاث جديدا في عام 1995، لتقوم بالتوسع في البحث والتطوير في الولايات المتحدة، و افتتحته آخر في عام 1997، في إنجلترا في نيو فرونتيرز ساينس بارك بهارلو.

### عام 2000 اندماج جلاكسو ويلكوم وسميث كلاين بيتشام
في يناير عام 2000، أعلنت شركتي جلاكسو ويلكوم وسميث كلاين بيتشام عن رغبتهما في الاندماج، اكتمل الاندماج في شهر ديسمبر من نفس العام، وتشكلت شركة جلاكسو سميث كلاين، وكان المقر الرئيسي لها في برينتفورد بلندن، وافتتح المقر رسميا في عام 2002، من قبل رئيس الوزراء توني بلير. إنتهى تشييد المبنى بتكلفة 300 مليون جنيه استرليني واعتبارا من عام 2002 كان المبنى بمثابة منزل لـ 3000 موظف إداري.

### من عام 2001 إلى عام 2010

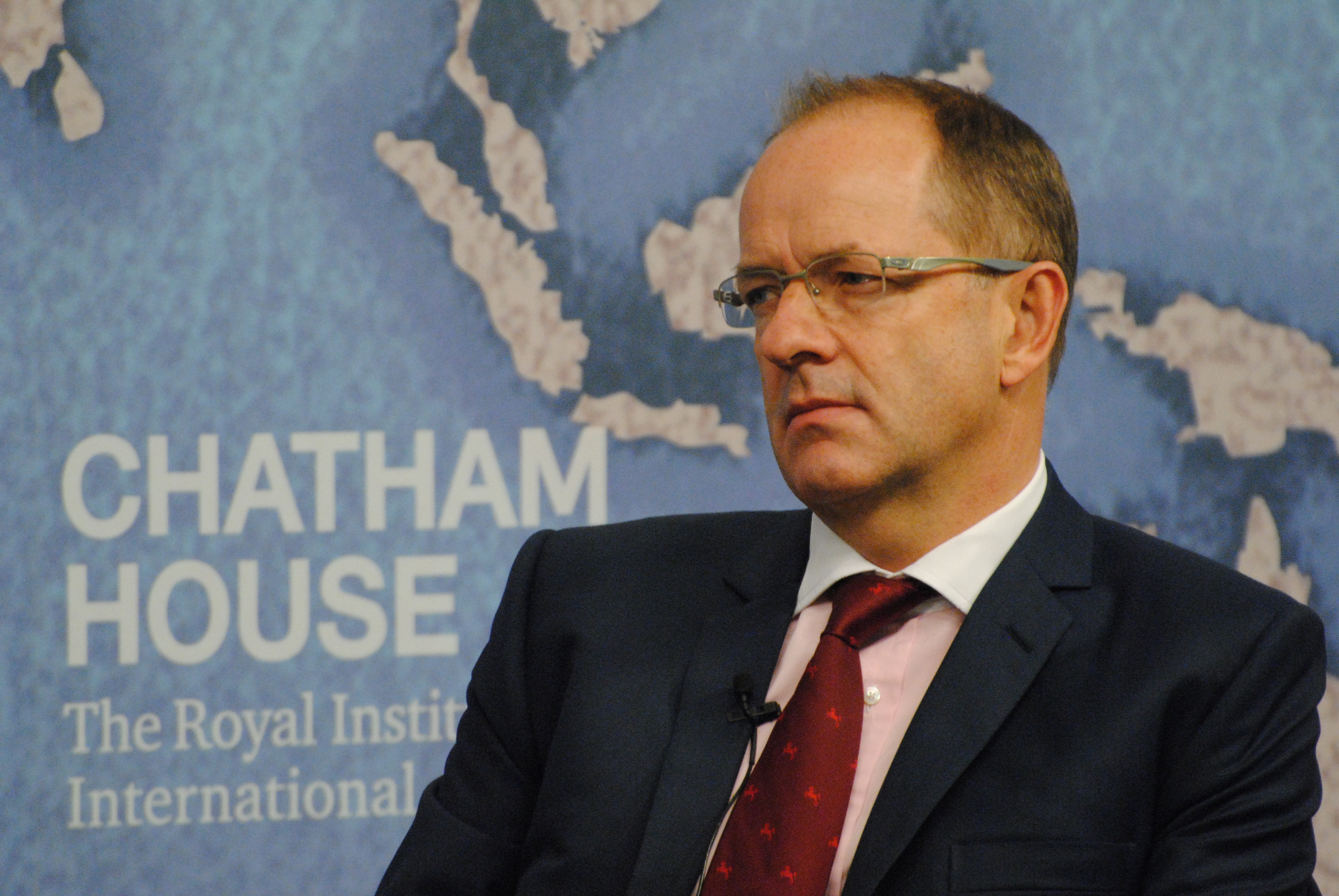
أندرو ويتي، الرئيس التنفيذي لشركة غلاكسو سميث كلاين من مايو 2008 إلى أبريل 2017

في عام 2001، استحوذت شركة جلاكسو سميث كلاين على شركة بلوك دروج الذي يقع مقرها في نيوجيرسي مقابل 1.24 مليار دولار أمريكي. في عام 2006، استحوذت شركة جلاكسو سميث كلاين على شركة سي إن إس للرعاية الصحية الاستهلاكية الذي يقع مقرها في الولايات المتحدة، والتي تضمنت منتجاتها شرائط الأنف بريث رايت والمكملات الغذائية فايبر تشويس، مقابل 566 مليون دولار أمريكي.
تولى كريس جينت الرئيس التنفيذي السابق لشركة فودافون، رئيسا لمجلس الإدارة في عام 2005. في عام 2007، افتتحت شركة جلاكسو سميث كلاين أول مركز للبحث والتطوير في الصين بشنغهاي، وركز في البداية على الأمراض العصبية التنكسية.
في عام 2008، أصبح أندرو ويتي الرئيس التنفيذي. حيث أنه انضم إلى شركة جلاكسو منذ عام 1985، وكان رئيسا لشركة جلاكسو سميث كلاين للأدوية في أوروبا منذ عام 2003.
في عام 2009، استحوذت شركة جلاكسو سميث كلاين على شركة مختبرات ستيفل، التي كانت أكبر شركة أدوية مستقلة في العالم متخصصة في الأمراض الجلدية، مقابل 3.6 مليار دولار أمريكي. في نوفمبر عام 2009، وافقت إدارة الغذاء والدواء الأمريكية على إنتاج شركة جلاكسو سميث كلاين للقاح الوقاية من إنفلونزا إتش1إن1 لعام 2009، الذي تصنعه شركة معرف الطب الحيوي في كندا.
في نوفمبر عام 2009، شكلت شركة جلاكسو سميث كلاين مشروع مشترك مع شركة فايزر لإنشاء شركة فيف للرعاية الصحية، والتي تتخصص في أبحاث فيروس نقص المناعة البشرية. في عام 2010، استحوذت الشركة على لابوراتوريوس فينيكس، وهي شركة أدوية أرجنتينية، مقابل 253 مليون دولار أمريكي، وشركة ماكسينوتريشن للتغذية الرياضية ومقرها المملكة المتحدة مقابل 162 مليون جنيه إسترليني ما يساوي 256 مليون دولار أمريكي.

### منذ عام 2011 إلى الوقت الحالي
في عام 2011، استحوذت شركة برستيج براندز هولدينجز على 17 علامة تجارية لشركة جلاكسو سميث كلاين منها بي سي بودر، و بينو، و اكوترين، فايبر شوز، جوديس بودر، سومينكس، تاجميت بمبيعات بلغت 210 مليون دولار أمريكي.
في عام 2012، أعلنت شركة جلاكسو سميث كلاين أنها ستستثمر 500 مليون جنيه إسترليني في مرافق التصنيع في أوليفر ستون بشمال إنجلترا، وتعيينها كموقع لمصنع التكنولوجيا الحيوية المعلن عنه سابقا. في مايو من نفس العام، استحوذت الشركة على شركة سيلزوم، وهي شركة ألمانية تعمل في مجال التكنولوجيا الحيوية، مقابل 98 مليون دولار أمريكي، وفي شهر يونيو حصلت شركة جلاكسو سميث كلاين على حقوق ملكية عقار أليتريتينوين، وهو أحد الأدوية المضادة للأكزيما، مقابل 302 مليون دولار أمريكي.
في عام 2013، استحوذت شركة جلاكسو سميث كلاين على شركة علوم الجينوم البشري مقابل 3 مليارات دولار أمريكي. تعاونت شركة جلاكسو مع شركة علوم الجينوم البشري على تطوير بيليموماب علاج الذئبة الحمامية، و ألبيغلوتايد لمرض السكري من النوع الثاني، ودارابلاديب لتصلب الشرايين. وفي سبتمبر من نفس العام، باعت قسم أدوية الشراب إلى شركة سنتوري.
لكن الصفقة لم تشمل بيع هورليكس.
في مارس عام 2014، دفعت شركة جلاكسو سميث كلاين مليار دولار أمريكي لزيادة حصتها في وحدتها الصيدلانية الهندية التي تعرف باسم جلاكسو سميث كلاين للأدوية، إلى 75% للتركيز على الأسواق الناشئة. في أبريل عام 2014، اتفقت شركة نوفارتس وجلاكسو سميث كلاين على عدة صفقات بأكثر من 20 مليار دولار أمريكي.
كانت الصفاقات عبارة عن بيع لقاحات من شركة نوفارتس إلى شركة جلاكسو سميث كلاين، وبيع شركة السرطان الخاصة بشركة جلاكسو سميث كلاين إلى شركة نوفارتس.
في فبراير عام 2015، أعلنت شركة جلاكسو أنها ستستحوذ على شركة جليكولاكس، وهي شركة أدوية سويسرية مقابل 190 مليون دولار أمريكي، في يونيو من نفس العام أعلنت أنها ستبيع عقارين من أدوية التهاب السحايا لشركات فايزر ونيمينريكس ومينسفاكس مقابل حوالي 130 مليون دولار أمريكي.
في سبتمبر عام 2015، تولى فيليب هامبتون رئاسة شركة جلاكسو سميث كلاين، وهو الرئيس السابق لبنك رويال أوف سكوتلاند.
في 31 مارس عام 2017، أصبحت إيما والمسلي الرئيسة التنفيذية لشركة جلاكسو سميث كلاين، وهي أول سيدة تنفيذية للشركة.
في ديسمبر عام 2017، ذكرت وكالة رويترز أن شركة جلاكسو زادت حصتها في وحدتها السعودية من 49٪ إلى 75٪ لتتولى السيطرة من شريكتها السعودية، التي تعرف باسم شركة باناجه السعودية القابضة.
في أبريل عام 2018، باعت شركة جلاكسو سميث كلاين محفظتها في أدوية العلاج الجيني إلى شركة أورشارد تيرابيوتكس.
في نوفمبر عام 2018، ذكرت وكالة رويترز أن شركة يونيليفر كانت لها حصة كبيرة في شركة شركة جلاكسو سميث كلاين للرعاية الصحية الاستهلاكية المحدودة الهندية، تمكنها من الحصول على حصة شركة جلاكسو سميث كلاين، في عملية بيع تقدر بحوالي 4 مليارات دولار أمريكي. كما أعلنت أيضا عن اهتمام شركتي نستله وكوكا كولا بوحدة الأعمال حيث يتطلعان إلى تعزيز وجودهما في الهند.
في 3 ديسمبر عام 2018، أعلنت شركة جلاكسو سميث كلاين أن شركة يونيليفر ستستحوذ على شركة جلاكسو سميث كلاين للرعاية الصحية الاستهلاكية الهندية مقابل 3.8 مليار دولار أمريكي. وستدفع شركة يونيليفر أغلب مبلغ الصفقة نقدا، مع دفع المبلغ المتبقي في أسهم شركة هندوستان يونيليفر المحدودة الهندية. وعند الانتهاء، ستمتلك شركة جلاكسو سميث كلاين حوالي 5.7٪ من شركة هندوستان يونيليفر المحدودة، وستبيع شركة جلاكسو سميث كلاين هذه الأسهم بعد ذلك في عدد من الشرائح. في نفس اليوم أعلنت شركة جلاكسو سميث كلاين انها ستستحوذ على شركة تيسارو المتخصصة في علاج الأورام مقابل 5.1 مليار دولار أمريكي. وستعمل شركة جلاكسو سميث كلاين بعد ذلك في إنتاج عقار نيراباريب المعالج لسرطان المبيض، وهو أحد أفراد فئة مثبطات بوليميريز بولي ريبوز بولي.
في أكتوبر عام 2019، وافقت شركة جلاكسو سميث كلاين على بيع لقاح رابافيرات المعالج لداء الكلب، ولقاح إنسيبور المعالج لالتهاب الدماغ المنقول بالقراد، إلى ولاية بافاريا الشمالية مقابل 1.06 مليار دولار أمريكي.
في يوليو عام 2020، استحوذت شركة جلاكسو سميث كلاين على 10٪ من أسهم شركة كيورفاك الألمانية للتكنولوجيا الحيوية.

#### جلاكسو وشراء شركة نوفارتس لرعاية صحة المستهلكين
في مارس عام 2018، أعلنت شركة جلاكسو سميث كلاين أنها توصلت إلى اتفاق مع شركة نوفارتس للاستحواذ على حصتها البالغة 36.5٪ في مشروع الرعاية الصحية الاستهلاكية المشترك بينهم مقابل 13 مليار دولار أمريكي.

#### المشروع المشترك شركة جلاكسو سميث كلاين وشركة فايزر
في ديسمبر عام 2018، أعلنت شركة جلاكسو سميث كلاين أنها توصلت إلى اتفاق مع شركة فايزر لدمج أقسام الرعاية الصحية للمستهلكين في كيان واحد. حيث تبلغ مبيعات الكيان المشترك حوالي 12 مليار دولار، مع احتفاظ شركة جلاكسو سميث كلاين بالحصة المسيطرة بنسبة 68 ٪ في المشروع المشترك. وستمتلك شركة فايزر النسبة المتبقية البالغة 32٪. وتعتمد الصفقة على صفقة سابقة لعام 2018 حيث اشترت فيها شركة جلاكسو سميث كلاين حصة شركة نوفارتس في المشروع المشترك بينهم للرعاية الصحية للمستهلكين.

#### الانقسام اللاحق
أدت كثرة صفقات الرعاية الصحية للمستهلكين إلى انقسام شركة جلاكسو سميث كلاين إلى شركتين منفصلتين، تركز إحداهما على المستحضرات الصيدلانية والبحث والتطوير والأخرى على الرعاية الصحية للمستهلكين.

### مشروع الأسلحة
في عام 1985، أسست شركة سميث كلاين بيتشام شركة سي أر وان، وهي شركة تعمل في الاستثمار في شركات التكنولوجيا الحيوية الجديدة واستمرت في العمل بعد إنشاء شركة جلاكسو سميث كلاين. عند بداية عام 2003، شكلت شركة جلاكسو سميث كلاين شركة فرعية أخرى تسمى مشاريع جلاكسو سميث كلاين، وهي تعمل لتخليص أو بدء شركات جديدة حول الأدوية المرشحة التي لم تكن تنوي الشركة تطويرها بشكل أكبر.
```
حتى عام 2003، كانت شركة إس أر وان تميل إلى الاستثمار فقط، بعد ذلك بدأت في العمل مع شركة جلاكسو سميث كلاين.
```

في سبتمبر عام 2019، أعلنت شركة جلاكسو سميث كلاين أنها ستستحوذ على شركة سيتاري للأدوية وبرنامج الجزيئات الصغيرة ترانسجلوتامينا لعلاج مرض الاضطرابات الهضمية.

## مجالات البحث والمنتجات

### الأدوية
تركز شركة جلاكسو سميث كلاين على تصنيع عقارات للأمراض الرئيسية والمزمنة مثل الربو والسرطان والالتهابات ومرض السكري والصحة العقلية.
الأدوية التي اكتشفتها أو طويرها شركة جلاكسو سميث كلاين وشركاتها القديمة وتباع الآن كأدوية تشمل:
- أموكسيسيلين.[85]
- أموكسيسيلين الكلافولانيك.
- تيكارسيلين الكلافولانيك.[86]
- موبيروسين.
- سيفتازيديم للعدوى البكتيرية.
- زيدوفودين لعدوى فيروس العوز المناعي البشري.[87]
- فالاسيكلوفير لعدوى فيروس الهربس.
- ألبيندازول للعدوى الطفيلية.[88]
- سوماتريبتان للصداع النصفي.
- لاموتريجين للصرع.
- البوبروبيون والباروكسيتين لاضطراب الاكتئاب الشديد.[89]
- سيميتيدين ورانيتيدين لاضطراب الجزر المعدي المريئي.
- ميركابتوبيورين لعلاج اللوكيميا.
- الوبيورينول لعلاج النقرس.
- البيريميثامين لعلاج الملاريا.
- تريميثوبريم مضاد الجراثيم.
- جيمبرلي لعلاج سرطان بطانة الرحم[90]

يوجد عدد من بين هذه الأنواع مدرج في قائمة الأدوية الأساسية لمنظمة الصحة العالمية وهم:
- ألبيندازول.
- أموكسيسيلين.[91]
- أموكسيسيلين كلافولانات.[92]
- ألوبيورينول من النوع الثاني.
- مركابتوبورين.[93]
- موبيروسين.[94]
- بيريميثامين.[92]
- رانيتيدين.
- ثيوجوانين.
- تريميثوبريم.
- زيدوفودين.[95]

### لقاح الملاريا
في عام 2014، قدمت شركة جلاكسو سميث كلاين طلب للحصول على موافقة الجهات التنظيمية لأول لقاح ضد الملاريا. حيث ان الملاريا مسؤولة عن أكثر من 650,000 حالة وفاة سنويا، بشكل رئيسي في إفريقيا. وافقت الجهات التنظيمية على إنتاج اللقاح وانتجت الشركة عقار أر تي إس، إس كمشروع مشترك مع مبادرة لقاحات باس ومؤسسة بيل وميليندا جيتس. وقد التزمت الشركة بجعل اللقاح متاحا في البلدان النامية مقابل 5% فوق تكلفة الإنتاج فقط.
منذ عام 2013، وعقار أر تي إس، إس الذي يستخدم مادة أيه إس 01 الخاص بشركة جلاكسو سميث كلاين، تم اختياره لتجربة المرحلة الثالثة في ثمانية بلدان أفريقية. ذكرت باس أن في العام التالي للتلقيح، أعطى اللقاح حماية بنسبة حوالي 50٪ من مرض المتصورة المنجلية السريرية أو ما تعرف بالطحالب السريرية في الأطفال الذين تتراوح أعمارهم بين 5-17 شهر، وحوالي 30٪ حماية للأطفال الذين تتراوح أعمارهم بين 6-12 أسبوع عندما تتناول مع لقاحات البرنامج الموسع للتحصين.
في عام 2014، قالت شركة جلاكسو سميث كلاين إنها أنفقت أكثر من 350 مليون دولار أمريكي وتوقعت إنفاق 260 مليون دولار إضافية قبل طلب الموافقة التنظيمية.

### رعاية المستهلك
ينتج قسم الرعاية الصحية للمستهلكين من شركة جلاكسو سميث كلاين التي حصلت عليه مقابل 5.2 مليار جنية استرليني في عام 2013، خدمات الرعاية الصحية التي تؤخذ عن طريق الفم مثل معاجين أسنان اكوافريش وماكلين وسنسوداين ومشروبات للرضع مثل هورليكس وبوست ومشروب شعير بنكهة الشوكولاتة يباع في الهند. كانت شركة جلاكسو سميث كلاين في السابق تمتلك علامتي لوكوزاد وريبينا التجاريتين من المشروبات الغازية، ولكنها قامت ببيعهما في عام 2013 إلى شركة سنتوري مقابل 1.35 مليار جنيه إسترليني. وتشمل المنتجات جلاكسو سميث كلاين الأخرى على عقار أبريفا لعلاج قروح البرد. ونيكوديرم ونيكوريت بدائل النيكوتين.
في مارس عام 2014، سحبت شركة جلاكسو سميث كلاين عقار ألي من السوق، بسبب شكاوى العملاء نظرا إلى احتمالية العبث به، وهو دواء لإنقاص الوزن بدون وصفة طبية، يباع في الولايات المتحدة.

### المرافق
منذ عام 2013، كان لشركة جلاكسو سميث كلاين مكاتب في أكثر من 115 دولة ويعمل بها أكثر من 99,000 شخص من بينهم 12,500 شخص في البحث والتطوير. ولديها أكبر سوق منفرد في الولايات المتحدة. يقع مقرها الرئيسي في الولايات المتحدة في النافي يارد بفيلادلفيا، ومنتزه ريسيرتش تراينجل، ونورث كارولينا. يقع قسم المنتجات الاستهلاكية في موون تاونشيب بولاية بنسلفانيا.

### لقاح فيروس كورونا
في عام 2020، طورت شركة جلاكسو سميث كلاين وشركة سانوفي لقاح لفيروس كورونا، في شهر يوليو من نفس العام وقعت حكومة المملكة المتحدة على الموافقة على إنتاج 60 مليون جرعة من اللقاح. يستخدم اللقاح تقنية قائمة على البروتين المؤتلف من شركة سانوفي وتكنولوجيا الوباء من شركة جلاكسو سميث كلاين. قالت الشركتان أنهما قادران على إنتاج مليار جرعة خاضعة للتجارب الناجحة والموافقة التنظيمية، خلال النصف الأول من عام 2021. كما وافقت الشركة على صفقة بقيمة 2.1 مليار دولار مع الولايات المتحدة لإنتاج 100 مليون جرعة من اللقاح.

## الاعتراف العلمي والعمل الخيري والمسؤولية الاجتماعية

### الاعتراف العلمي
كرمت لجنة نوبل أربعة علماء من علماء شركة جلاكسو سميث كلاين لمساهمتها في العلوم الطبية الأساسية وتطوير العلاجات وهم:
- هنري ديل، هو طالب سابق لدى بول إيرلش، عمل ديل كطبيب صيدلي ثم مدير لمختبرات ويلكوم للأبحاث الفسيولوجية من عام 1904 إلى عام 1914، ثم تولي منصب رئيس مجلس الإدارة. حصل هنري على جائزة نوبل في الطب عام 1936 لعمله في النقل الكيميائي للنبضات العصبية.[105]
- جون فاين الذي شارك في أبحاث مختبرات ويلكوم وحصل على جائزة نوبل في الطب عام 1982 لعمله في بيولوجيا البروستاجلاندين واكتشاف بروستاغلاندين. عمل جون كمدير مجموعة البحث والتطوير لمؤسسة ويلكوم من 1973 إلى 1985.[106]
- شارك جرترود إليون وجورج هتشنغز، وكلاهما من مختبرات أبحاث ويلكوم، في جائزة نوبل في الطب لعام 1988 مع السير جيمس دبليو بلاك، الذي كان يعمل سابقا في مؤسسة سميث كلاين وفرنش ومؤسسة ويلكوم،[91] لاكتشافاتهم للمبادئ المهمة للعقاقير.[92] فقد كان إليون وهتشنغز مسؤولين عن اكتشاف عدد كبير من الأدوية المهمة مثل:
- مركابتوبورين وثيوجوانين لعلاج اللوكيميا.[107]
- آزوثيوبرين المثبط للمناعة.[93]
- ألوبيورينول للنقرس.
- بيريميثامين للملاريا.[94]
- تريميثوبريم مضاد للبكتيريا.[92]
- أسيكلوفير لعدوى فيروس الهربس.[108]
- نيلارابين لعلاج السرطان.[109]

### العمل الخيري والمسؤولية الاجتماعية
منذ عام 2010، احتلت شركة جلاكسو سميث كلاين المرتبة الأولى عدة مرات بين شركات الأدوية في مؤشر الوصول العالمي إلى الأدوية، الذي تموله مؤسسة بيل وميليندا جيتس. في عام 2014، منحت حملة حقوق الإنسان، وهي مجموعة مناصرة لحقوق المثليين، لشركة جلاكسو سميث كلاين درجة 100٪ في مؤشر المساواة في الشركات.
كانت شركة جلاكسو سميث كلاين شركة نشطة مع منظمة الصحة العالمية، وكانت في التحالف العالمي للقضاء على داء الفيلاريات اللمفي. يوجد حوالي 120 مليون شخص على مستوى العالم مصابون بداء الفيلاريات اللمفي. في عام 2012، صادقت الشركة على إعلان لندن بشأن أمراض المناطق المدارية المهملة، وافقت على التبرع بـ 400 مليون قرص من ألبيندازول لمنظمة الصحة العالمية كل عام لمكافحة داء الديدان الطفيلية المنقولة بالتربة وتقديم 600 مليون قرص ألبيندازول كل عام لداء الفيلاريات اللمفاوي حتى يتم القضاء على المرض. من عام 2014، قدمت الشركة أكثر من 5 مليارات قرص من ألبيندازول إلى 18 دولة من أصل 73 دولة يعتبر المرض فيها متوطن وقد تقدم إلى مرحلة المراقبة.
في عام 2009، قالت شركة جلاكسو سميث كلاين إنها ستخفض أسعار الأدوية بنسبة 25% في أفقر 50 دولة، وتحرر حقوق الملكية الفكرية للمواد والعمليات ذات الصلة بالأمراض المهملة في مجموعة براءات الاختراع لتشجيع تطوير أدوية جديدة، واستثمار 20% من الأرباح في البلدان الأقل نموا في البنية التحتية الطبية لتلك البلدان. رحبت منظمة أطباء بلا حدود بالقرار، لكنها انتقدت شركة جلاكسو سميث كلاين لفشلها في إدراج براءات اختراع فيروس نقص المناعة البشرية في مجموعة براءات الاختراع الخاصة بها وعدم إدراج البلدان ذات الدخل المتوسط في المبادرة.
في عام 2013، قامت شركة جلاكسو سميث كلاين بترخيص محفظتها الخاصة بفيروس نقص المناعة البشرية إلى مجموعة براءات اختراع الأدوية، لاستخدامها على الأطفال، ووافقت على التفاوض بشأن ترخيص عقار دولوتغرافير، وهو مثبط متكامل مازال تحت تجارب التطوير السريري. في عام 2014، امتد هذا الترخيص ليشمل دولوتغرافير للأطفال والبالغين المصابين بفيروس نقص المناعة البشرية. تشمل التراخيص دولا يعيش فيها 93% من البالغين و 99% من الأطفال المصابين بفيروس نقص المناعة البشرية. في عام 2013، انضمت شركة جلاكسو سميث كلاين إلى حملة ألتريالس، وهي حملة بريطانية لضمان تسجيل جميع التجارب السريرية والإبلاغ عن النتائج. وقالت الشركة إنها ستتيح تقارير التجارب السريرية السابقة والتقارير المستقبلية في غضون عام من انتهاء الدراسات.

## الخلافات

### تسوية جنائية ومدنية

#### نظرة عامة
في يوليو عام 2012، أقرت شركة جلاكسو سميث كلاين بالذنب في تهم جنائية بالولايات المتحدة، ووافقت على دفع 3 مليارات دولار أمريكي، في أكبر تسوية حتى ذلك الوقت بين وزارة العدل وشركة أدوية.
شمل المبلغ على غرامة جنائية قدرها 956,814,400 دولار أمريكي ومصادرة قدرها 43,185,600 دولار أمريكي، و 2 مليار دولار أمريكي دفعتها الشركة كتسوية مدنية مع الحكومة بموجب قانون المطالبات الكاذبة. بدأ التحقيق إلى حد كبير على أساس معلومات من أربعة أشخاص مبلغين عن المخالفات ضد الشركة بموجب قانون المطالبات الكاذبة، برفع دعاوى قضائية عليها.
نشأت التهم عن ترويج شركة جلاكسو سميث كلاين لمضادات الاكتئاب باروكسيتين وبوبروبيون واستخدامها بدون اعتماد من عام 1998 إلى عام 2003، باعتبارها مناسبة للمرضى الذين تقل أعمارهم عن 18 عام، بالإضافة إلي عدم تبليغ الشركة عن بيانات السلامة حول روزيغليتازون، وكلاهما ينتهك القانون الفيدرالي للأغذية والأدوية ومستحضرات التجميل.
قامت شركة جلاكسو سميث كلاين بالترويج لاستخدام عدة أدوية أخرى غير معتمدة مثل:
- فلوتيكازون
- فلوتيكازون
- بروبيونات
- أوندانسيترون
- سوماتريبتان
- الألوسيترون
- فالاسيكلوفير[17]

بالإضافة إلي الإبلاغ عن الأسعار الكاذبة والدفع الناقص للخصومات المستحقة بموجب برنامج الخصم على الأدوية الطبية، ورشاوى للأطباء لوصف أدوية شركة جلاكسو سميث كلاين. بالإضافة إلى إعطاء علاجات مدفوعة التكاليف بالكامل ورحلات صيد للأطباء وأزواجهم، ورسوم المتحدثين في المؤتمرات، ويكون الدفع مقابل المقالات التي تكتبها الشركة ويضعها الأطباء في المجلات الطبية. أنشأت الشركة برنامج للكتابة الخفية يسمى كاسبر، لإنتاج مقالات حول باروكسيتين ولكن تم تمديده ليشمل روزيغليتازون.
وقعت شركة جلاكسو سميث كلاين اتفاقية نزاهة مؤسسية مدتها خمس سنوات مع وزارة الصحة والخدمات الإنسانية الأمريكية، والتي ألزمت الشركة بإجراء تغييرات كبيرة في الطريقة التي تمارس بها أعمالها، بما في ذلك تغيير برامج المكافآت لفرق المبيعات والمديرين التنفيذيين، وتنفيذ الشفافية والمحافظة عليها في ممارساتها البحثية وسياسات النشر.
في عام 2013، أعلنت شركة جلاكسو سميث كلاين أنها لن تدفع للأطباء بعد الآن للترويج لأدويتها أو حضور المؤتمرات الطبية، وأن موظفي المبيعات لن يكون لديهم أهداف وصفة طبية بعد الآن.

#### روزيغليتازون

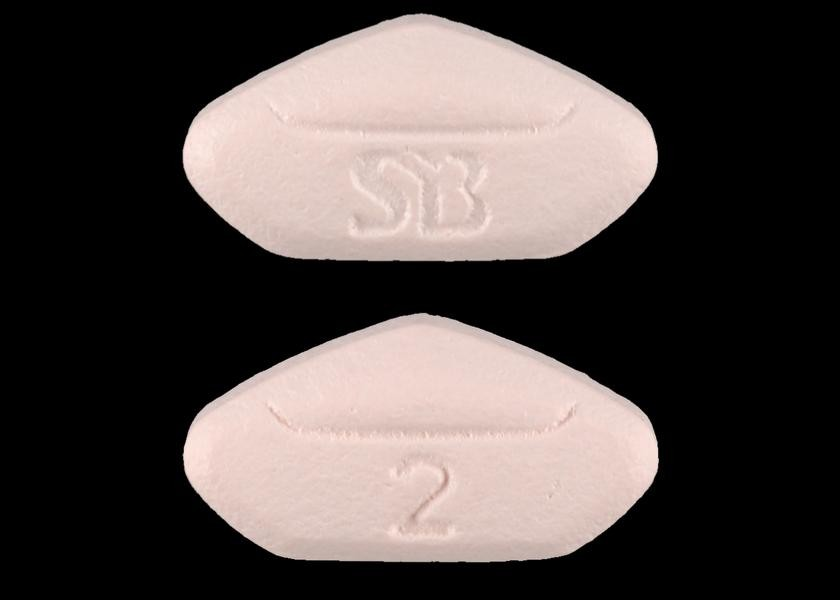
روسيغليتازون.

تضمنت تسوية عام 2012 غرامة جنائية قدرها 242,612,800 دولار أمريكي لعدم إبلاغ إدارة الغذاء والدواء ببيانات السلامة حول عقار روزيغليتازون، وهو دواء لمرض السكري تمت الموافقة عليه في عام 1999، وتسوية مدنية قدرها 657 مليون دولار أمريكي لتقديم ادعاءات كاذبة حول هذا الموضوع. قالت وزارة العدل إن شركة جلاكسو سميث كلاين قامت بإعطاء معلومات مضللة للأطباء حول عقار روزيغليتازون، منها أنه يمنح فوائد للقلب والأوعية الدموية على الرغم من تحذير ملصق من إدارة الغذاء والدواء بشأن مخاطر القلب والأوعية الدموية.
في عام 1999، أخبر جون بوس أخصائي مرض السكري، المؤتمرات الطبية أن روزيغليتازون قد يحمل مخاطر متزايدة تسبب مشاكل في القلب والأوعية الدموية. هددت شركة جلاكسو سميث كلاين جون بوس، وقامت بعمل مقايضة واتصلت برئيس قسم جامعته وأقنعه بالتوقيع على طلب التراجع. أثارت شركة جلاكسو سميث كلاين أسئلة داخلية حول سلامة الدواء في عام 2000. وفي نفس العام، كتبت الشركة مقالا في الدورة الدموية يصف تجربة إكلينيكية ممولة من شركة جالكسوسميثكالين والتي أشارت إلى أن روزيغليتازون قد يكون له تأثير مفيد على مخاطر القلب والأوعية الدموية.
منذ عام 2001، بدأت التقارير بربط ثيازوليدين ديون وهي فئة الأدوية التي ينتمي إليها روزيغليتازون بفشل القلب. في أبريل من نفس العام، بدأت شركة جلاكسو سميث كلاين تجربة عشوائية مدتها ست سنوات، تعرف باسم ريكورد، لفحص روزيغليتازون وتأثيره على القلب والأوعية الدموية.
أجرت شركة جلاكسو سميث كلاين تحليلين متتاليتين في عامي 2005 و 2006، ظهر فيهم زيادة خطر الإصابة بأمراض القلب والأوعية الدموية بسبب استخدام روزيغليتازون. وصلت معلومات هذه التحاليل إلى إدارة الغذاء والدواء الأمريكية ونشرتها على موقع الشركة، ولكن لم يتم نشرها بطريقة أخرى.
بحلول ديسمبر عام 2006، أصبح روزيغليتازون أكثر الأدوية مبيعا لمرض السكري، بمبيعات سنوية بلغت 3.3 مليار دولار أمريكي.
في يونيو عام 2007، نشرت مجلة نيو إنجلاند جورنال أوف ميديسين تحليلات ربطت العقار بزيادة خطر الإصابة بالنوبات القلبية. وبحسب ما ورد حاولت شركة جلاكسو سميث كلاين إقناع ستيفن نيسن أحد المؤلفين بعدم نشره، بعد تلقي نسخة مسبقة من أحد المراجعين الأقران للمجلة، وهو مستشار شركة جلاكسو سميث كلاين.
في يوليو عام 2007، قال أحد علماء إدارة الغذاء والدواء الأمريكية أن عقار روزيغليتازون تسبب في 83,000 حالة نوبة قلبية زائدة بين عامي 1999 و 2007. فرضت إدارة الغذاء والدواء قيودا على الدواء وأضافت تحذيرات.
في عام 2013، نفت إدارة الغذاء والدواء الأمريكية أن العقار تسبب في نوبات قلبية زائدة. انتهى تحقيق أجرته اللجنة المالية في مجلس الشيوخ في عام 2010 إلى أن شركة جلاكسو سميث كلاين سعت إلى ترهيب العلماء الذين لديهم مخاوف بشأن عقار روزيغليتازون. في فبراير من نفس العام، حاولت شركة جلاكسو سميث كلاين وقف نشر افتتاحية حول الجدل عن عقار روزيغليتازون في مجلة القلب الأوروبية.
في عام 2010، نشرت نتائج تجربة ريكورد الخاصة بشركة جلاكسو سميث كلاين، وأكدت وجود ارتباط بين عقار روزيغليتازون وزيادة خطر الإصابة بفشل القلب والقصور، لكن لا يوجد له علاقة بالنوبات القلبية. ولخص التقرير أن عقار روزيغليتازون لا يزيد من خطر الإصابة بأمراض القلب والأوعية الدموية أو الوفيات، بالمقارنة مع بعض الأدوية المعيارية الأخرى لخفض الجلوكوز.
جادل ستيفن نيسان وكاثي وولكسكي بأن انخفاض معدل الدراسة قلل من قوة روزيغليتازون الإحصائية. في سبتمبر عام 2009، حظر عقار روزيغليتازون في أوروبا. أكدت نتائج دراسة ريكورد في عام 2013، من قبل معهد أبحاث ديوك للبحوث السريرية، في مراجعة مستقلة طلبتها إدارة الغذاء والدواء، أن العقار له تأثير فقط على قصور القلب.
في نوفمبر من نفس العام، رفعت إدارة الغذاء والدواء الأمريكية القيود التي كانت قد فرضتها على الدواء. تمت إزالة التحذير من النوبة القلبية، لكن ظل التحذير من قصور القلب ساري المفعول.

#### باروكسيتين

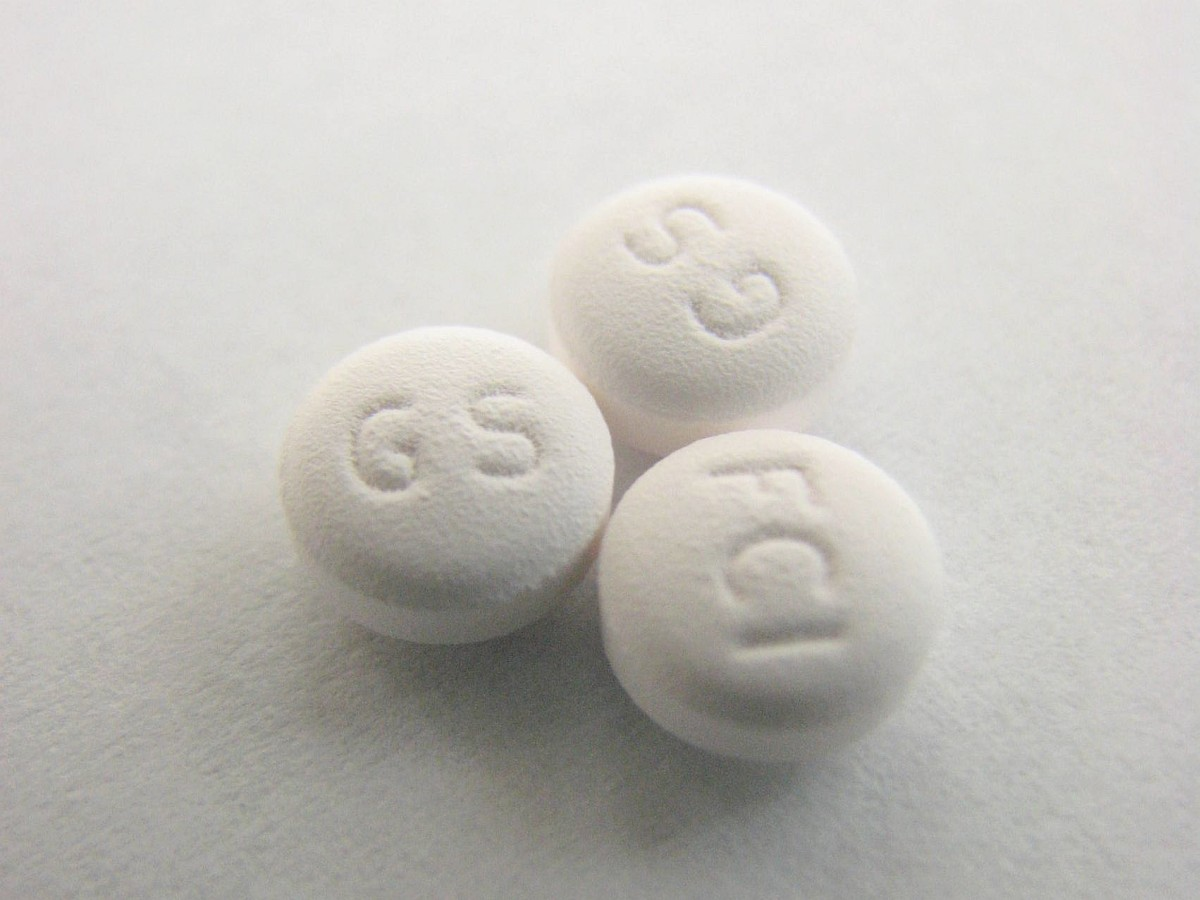
باروكسيتين

دفعت شركة جلاكسو سميث كلاين غرامة بسبب الترويج لعقار باروكسيتين المعالج للاكتئاب، وقالت انه مسموح به للأشخاص الأقل من 18 عام، على الرغم من عدم موافقة إدارة الغذاء والدواء على تناول العقار لمثل هذه الأعمار.
في عام 2003، حقق عقار باروكسيتين مبيعات عالمية قدرها 4.97 مليار دولار أمريكي. أجرت الشركة تسع تجارب سريرية بين عامي 1994 و 2002، ولم يظهر أي منها أن عقار باروكسيتين يساعد الأطفال المصابين بالاكتئاب. من عام 1998 إلى عام 2003، روجت الشركة للعقار بأنه مسموح للأشخاص أقل من 18 عام، ودفعت رشاوي للأطباء عن طريق الذهاب في رحلات مدفوعة التكاليف، وفنادق خمس نجوم والمنتجعات الصحية.
من عام 2004، تضمنت تسمية باروكسيتين، تحذيرا محاصرا صادر عن إدارة الغذاء والدواء الأمريكية بأنه قد يزيد من خطر التفكير والسلوك الانتحاري لدى المرضى الأقل من 18 عام.
وجدت وثيقة داخلية لشركة سميث كلاين بيتشام في عام 1998، حول حجب دراسة البيانات عن شركة جلاكسو سميث كلاين، كتب في الوثيقة أن سيكون من غير المقبول تجاريا تضمين بيان يدل على عدم فاعلية العقار لدى المراهقين، لأن هذا من شأنه أن يسوء صورة الباروكستين.
كتبت شركة جلاكسو سميث كلاين مقالا نشر في عام 2001 في مجلة الأكاديمية الأمريكية للطب النفسي للأطفال والمراهقين، أن الشركة أخطأت في الإبلاغ عن إحدى تجاربها السريرية وهي دراسة رقم 329. وانتهى المقال بأن عقار باروكسيتين جيد التحمل بشكل عام وفعال للاكتئاب الشديد لدى المراهقين.
ظلت شركة جلاكسو سميث كلاين تسوق عقار باروكسيتين لمدة 10 سنوات على انه يمكن أن يسبب الإدمان. في عام 2001، رفع 35 مريضا دعوى جماعية بدعوى أنهم عانوا من أعراض الانسحاب، وفي عام 2002 أصدرت محكمة في لوس أنجلوس حكم قضائي يمنع شركة جلاكسو سميث كلاين من الإعلان عن العقار على أنه يسبب الإدمان. بعد ذلك سحبت المحكمة الأمر بسبب اعتراض إدارة الغذاء والدواء الأمريكية على أن المحكمة ليس لها اختصاص على تسويق الأدوية التي وافقت عليها إدارة الغذاء والدواء.
في عام 2003، أفادت لجنة منظمة الصحة العالمية أن العقار كان من بين أفضل 30 دواء، وأعلى ثلاثة مضادات للاكتئاب، وتم الإبلاغ عن الاعتماد عليها.

#### بوبروبيون
دفعت شركة جلاكسو سميث كلاين غرامة لترويجها لعقار بوبروبيون على أنه يساعد في الإقلاع عن التدخين، ويساعد على فقدان الوزن و يعالج اضطراب نقص الانتباه مع فرط النشاط والضعف الجنسي، على الرغم من أن إدارة الغذاء والدواء الأمريكية صرحت بأنه معالج فقط لاضطراب الاكتئاب الشديد. دفعت شركة جلاكسو سميث كلاين للأطباء للترويج لهذه الاستخدامات خارج التسمية، وأنشأت مجالس استشارية تفرض أنها مستقلة وبرامج التعليم الطبي المستمر.

### علاقة لقاح بانديمركس بداء الخدار عام 2010
طورت شركة جلاكسو سميث كلاين عقار بانديمركس المضاد للأنفلونزا في عام 2006.
في عام 2009، استخدمت كل من فنلندا والسويد العقار في التطعيم الشامل ضد فيروس أنفلونزا الخنازير إتش1إن1 للسكان.
في أغسطس عام 2010، أطلقت وكالة المنتجات الطبية السويدية والمعهد الوطني الفنلندي للصحة والرفاهية تحقيقات بشأن تطور مرض التغفيق كأثر جانبي محتمل من لقاح بانديمركس المعالج للإنفلونزا عند الأطفال، ووجدت نسبة خطر وصلت إلى 6.6 بين الأطفال والشباب، مما أدى إلى زيادة 3.6 من الحالات المصابة بالتغفيق في كل 100,000 شخص تم تطعيمهم.
في فبراير عام 2011، قال المعهد الوطني الفنلندي للصحة والرعاية أن هناك صلة واضحة بين حملة التطعيم بعقار بانديمركس ضد الأنفلونزا في عامي 2009 و 2010 ووباء الخدار في فنلندا. تم العثور على 152 حالة من حالات التغفيق في فنلندا خلال عامي 2009 و 2010، حيث كان 90% منهم تلقى تطعيم بانديمركس.
لكن السويد لاحظت عددا قليلا جدا من حالات الإصابة بالتأثيرات في عام 2009 عام 2010 مقارنة بمعظم السنوات الماضية.
في عام 2015، تم الإبلاغ عن أن وزارة الصحة البريطانية كانت تدفع ثمن دواء بانديمركس لـ 80 مريضا يتخطون الإجراءات القانونية التي تخص استخدام لقاح أنفلونزا الخنازير، بتكلفة تتحملها الحكومة تبلغ 12,000 جنيه إسترليني لكل مريض سنويا.

### مكافحة احتكار غريسيوفولفين
في الستينيات من القرن الماضي، امتلك كل من مجموعة جلاكسو المحدودة وشركة إمبريال للصناعات الكيماوية براءات اختراع تغطي جوانب مختلفة من عقار غريسيوفولفين المضاد للفطريات. لقد أنشأوا مجموعة براءات الاختراع عن طريق الترخيص المتبادل لبراءات الاختراع الخاصة بهم، مع مراعاة قيود الترخيص الصريحة التي تنص على أن المادة الكيميائية التي صنع منها الشكل النهائي للدواء ستكون أقراص وكبسولات، ويجب ألا تباع في بالجملة، وقد رخصوا لشركات الأدوية الأخرى بيع الدواء في شكله النهائي وخاضع لقيود مماثلة. كان التأثير والهدف من تقييد البيع بالجملة هو إبقاء المادة الكيماوية بعيدة عن متناول أيدي الشركات الصغيرة التي قد تعمل كقطاع للأسعار، وكان التأثير هو الحفاظ على أسعار مستقرة وموحدة.
رفعت الولايات المتحدة دعوى قضائية ضد احتكار الشركتين للعقار، حيث أنها اتهمت مجموعة جلاكسو المحدودة بانتهاك قانون شيرمان والسعي إلى إبطال براءات الاختراع. وجدت المحكمة الابتدائية أن المدعى عليهم قد تورطوا في عدة مؤامرات غير قانونية، لكن المحكمة رفضت جزء الدعوى الذي يطالب بإبطال براءات الاختراع ورفضوا منح مبيعات إلزامية للإغاثة من المادة الكيميائية السائبة للعقار والترخيص الإجباري لبراءات الاختراع، لكن المحكمة العليا استأنفت الحكم.

### علامة ريبينا التجارية في القرن الحادي والعشرين
كانت هناك مخاوف في العقد الأول من القرن الحادي والعشرين بشأن محتوى السكر والفيتامينات في مشروبات ريبينا الغازية غير الكربونية، وهي مشروبات غازية مصنوعة من الكشمش الأسود كانت مملوكة لشركة جلاكسو سميث كلاين حتى عام 2013. أنتجته شركة إتش دبليو كارتر وشركاه منذ ثلاثينيات القرن الماضي في إنجلترا، وتم توزيعه بدون علامة تجارية كشراب على الأطفال كمصدر لفيتامين سي خلال الحرب العالمية الثانية، مما أعطى المشروب سمعة طيبة للصحة. في عام 1955، اشترت شركة بيتشام شركة إتش دبليو كارتر وشركاه.
في عام 2001، طلبت هيئة معايير الإعلان البريطانية من شركة جلاكسو سميث كلاين سحب ادعائها بأن شراب ريبينا وهو نوع منخفض السكر، لا يشجع على تسوس الأسنان. أظهرت الشركة ملصق أسنان على الزجاجات بدلا من شعيرات فرشاة الأسنان. في عام 2007 أيدت المحكمة العليا حكم هيئة معايير الإعلان البريطانية، ودفعت شركة جلاكسو سميث كلاين مبلغ 217,000 دولار أمريكي في نيوزيلندا كغرامة، بسبب ادعائها أن ريبينا الجاهز للشرب يحتوي على مستويات عالية من فيتامين سي، بعد أن تبين أنه لا يحتوي على فيتامين سي.
في عام 2013، باعت شركة جلاكسو سميث كلاين مشروب ريبينا ومشروب لوكوزاد لشركة سنتوري اليابانية متعددة الجنسيات مقابل 1.35 مليار جنيه إسترليني.

### إس بي فارمكو بورتوريكو
في عام 2010، أعلنت وزارة العدل الأمريكية أن شركة جلاكسو سميث كلاين ستدفع غرامة جنائية ومصادرة قانونية قدرها 150 مليون دولار أمريكي، وتسوية مدنية بقيمة 600 مليون دولار أمريكي بموجب قانون المطالبات الكاذبة. حيث نشأت الغرامات بسبب إنتاج أدوية مغشوشة ومصنعة بشكل غير صحيح من عام 2001 إلى عام 2005، في إس بي فارمكو بورتوريكو فرع شركة جلاكسو سميث كلاين في سيدرا ببورتوريكو. حصلت شركة جلاكسو سميث كلاين على أرباح بحوالي 5.5 مليار دولار أمريكي من هذه المنتجات في كل عام.
كانت الأدوية المستخدمة هي جرانيسيترون المضاد للقيء و مركب موبيروسين الكيميائي المستخدم في علاج الالتهابات الجلدية و باروكسيتين المضاد للاكتئاب و ميتفورمين المعالج لمرض السكري.
في عام 2009، أغلقت شركة جلاكسو سميث كلاين المصنع.
وفقا لمجلة نيويورك تايمز، بدأت القضية في عام 2002، عندما أرسلت شركة جلاكسو سميث كلاين خبراء لإصلاح المشكلات التي أشارت إليها إدارة الغذاء والدواء. وأوصى كبير المفتشين بسحب المنتجات المعيبة، التي لم تحصل على التصريح. ثم رفع خبراء الإصلاح دعوى قضائية ضد المخالفات.
في عام 2005، صادر خبراء فيدراليون أدوية تعادل قيمتها حوالي 2 مليار دولار، وهي أكبر عملية مصادرة في التاريخ. في تسوية عام 2010، أقرت شركة إس بي فارمكو بورتوريكو بالذنب في التهم الجنائية، ووافقت على دفع 150 مليون دولار أمريكي كغرامة جنائية ومصادرة.
كانت هذه هي أكبر دفعة مصادرة وغرامة على الإطلاق من قبل شركة إس بي فارمكو بورتوريكو، بالإضافة إلي 600 مليون دولار أمريكي كغرامات مدنية لتسوية الدعوى المدنية.

### الصين
في عام 2013، أعلنت السلطات الصينية أن منذ عام 2007، قامت شركة جلاكسو سميث كلاين بتحويل 3.8 مليار دولار كرشاوى إلى مديري شركة جلاكسو سميث كلاين والأطباء والمستشفيات وغيرهم ممن وصفوا أدويتهم في هونج كونج، للاستخدام في أكثر من 700 وكالة سفر وشركة استشارية. اعتقلت السلطات الصينية أربعة مدراء تنفيذيين في شركة جلاكسو سميث كلاين كجزء من تحقيق استمر أربعة أشهر في مزاعم أن الأطباء تلقوا رشاوى بالمال والخدمات الجنسية.
في عام 2014، قضت محكمة صينية بأن الشركة مذنبة بالرشوة وفرضت غرامة قدرها 490 مليون دولار أمريكي. تلقى مارك رايلي، الرئيس البريطاني لعمليات شركة جلاكسو سميث كلاين الصينية، حكما بالسجن لمدة ثلاث سنوات مع وقف التنفيذ بعد محاكمة سرية استمرت يوما واحدا. وبحسب ما ورد تم ترحيل رايلي من الصين وفصلته الشركة.

### التلاعب بالسوق في المملكة المتحدة
في فبراير عام 2016، دفعت الشركة أكثر من 37 مليون جنيه إسترليني في المملكة المتحدة إلى هيئة المنافسة والأسواق بسبب أن شركة جلاكسو سميث كلاين قامت بدفع 50 مليون جنية استرليني بين عامي 2001 و 2004، إلى شركات علم الوراثة في المملكة المتحدة وألفارما ونورتون للرعاية الصحية، لبقاء الأنواع العامة من الباروكستين خارج سوق المملكة المتحدة. ودفعت شركات الأدوية العامة مبلغ 8 ملايين جنيه إسترليني إضافية كغرامة.
في نهاية عام 2003، عندما أصبحت الأدوية الجنيسة متوفرة في المملكة المتحدة، انخفض سعر الباروكستين بنسبة 70%.

### متفرقات
في مايو عام 2004، قدمت الشرطة الإيطالية اتهامات بالرشوة ضد 4400 طبيب و 273 موظفا يعملون في شركة جلاكسو سميث كلاين. اتهمت فيها شركة جلاكسو سميث كلاين بإنفاق 152 مليون جنيه إسترليني على الأطباء والصيادلة وغيرهم، ومنحهم الكاميرات وأجهزة الكمبيوتر والإجازات والنقود. زعم أن الأطباء تلقوا مبالغ نقدية بناء على عدد المرضى الذين عولجوا بأحد أدوية السرطان التي تنتجها الشركة.
في شهر يونيو، اتهم المدعين العامين في ميونيخ ما بين 70 و 100 طبيب بقبول رشاوى من سميث كلاين بيتشام بين عامي 1997 و 1999. فتح التحقيق بسبب مزاعم بأن الشركة أعطت أكثر من 4000 طبيب يعملون في المستشفيات نقودا ورحلات مجانية. أسقطت محكمة فيرونا جميع التهم في يناير عام 2009.
في عام 2006، قامت شركة جلاكسو سميث كلاين في الولايات المتحدة بتسوية أكبر نزاع ضريبي في تاريخ مصلحة الضرائب الأمريكية، ووافقت على دفع 3.1 مليار دولار أمريكي. وتم بيع مركب رانيتيدين الكيميائي ومنتجات أخرى في الفترة ما بين عامي 1989 و 2005. تمحورت القضية حول تسعير التحويل بين الشركات وتحديد حصة الربح المنسوبة إلى الشركات الأمريكية التابعة لشركة جلاكسو سميث كلاين والخاضعة للضريبة من قبل مصلحة الضرائب الأمريكية.
في عام 2014، فتح مكتب مكافحة الاحتيال الخطير في المملكة المتحدة تحقيق جنائي، بسبب ممارسات مبيعات شركة جلاكسو سميث كلاين، باستخدام الصلاحيات الممنوحة بموجب قانون الرشوة لعام 2010. قال مكتب مكافحة الجرائم المنظمة إنه يتعاون مع السلطات الصينية للتحقيق في توجيه اتهامات في المملكة المتحدة تتعلق بأنشطة شركة جلاكسو سميث كلاين في الصين وأوروبا والشرق الأوسط. اعتبارا من عام 2014، كانت وزارة العدل الأمريكية تحقق مع شركة جلاكسو سميث كلاين في الإشارة إلى قانون الممارسات الأجنبية الفاسدة.
في أكتوبر عام 2020، أخبرت شركة جلاكسو سميث كلاين بعض الموظفين أن أثناء العمل يجب عليهم تعطيل وظيفة تتبع جهات الاتصال لتطبيق الاختبار وتتبع جهاز إن إتش إس الذي يراقب انتشار فيروس كورونا.
أوضحت شركة جلاكسو سميث كلاين أن السبب في هذا هو اتباع إجراءات التباعد الاجتماعي التي ينصح بها في المواقع مما يجعل هذه التقنية غير ضرورية.

## مخطط تاريخ الاستحواذ
- هيكل شركة جلاكسو سميث كلاين
  - سميث كلاين بيتشام بي إل سي (أعيد تسميتها في عام 1989)
    - سميث كلاين بيكمان (أعيد تسميتها في عام 1982)
      - سميث كلاين أر أي تي (أعيد تسميتها في عام 1968)
        - سميث كلاين الفرنسية (أعيد تسميتها في عام 1929)
          - ريتشارد الفرنسية (استحوذ عليها في عام 1891)
          - سميث كلاين وشركاؤه

        - البحوث العلاجية والصناعية (استحوذ عليها في عام 1968)

      - شركة بيكمان إنسترومنتس (Merged 1982, Sold 1989)
        - شركة الآلات المتخصصة. (استحوذ عليها في عام 1954)
        - أوفنر للإلتكرونيات (استحوذ عليها في عام 1961)

      - المختبرات الطبية الدولية (استحوذ عليها في عام 1989)
      - ريكيت وكولمان (استحوذ عليها في عام 1999)

    - مجموعة بيتشام بي إل سي (دمجت في عام 1989)
      - مجموعة بيتشام
        - شركة مسنجيل (استحوذ عليها في عام 1971)
        - شركة بنكارد (استحوذ عليها في عام 1953)
        - كونتي للكيماويات

      - نوركليف ثاير (استحوذ عليها في عام 1986)

  - جلاكسو ويلكوم
    - جلاكسو(دمجت في عام 1995)
      - شركة جوزيف ناثان
      - لين وهانبوريس (تأسست في عام 1715، استحوذ عليها في عام 1958)
      - مختبرات ماير (دمجت في عام 1978)
      - أفيماكس(استحوذ عليها في عام 1995)

    - مؤسسة ويلكم (أعيد تسميتها في عام 1924، دمجت في عام 1995)
      - بوروز ويلكوم وشركاه (تأسست في عام 1880)
      - ماكدوغال وروبرتسون إنك (استحوذ عليها في عام 1959)

  - بلوك للمخدرات (استحوذ عليها في عام 2001)
  - شركة سي إن إس (استحوذ عليها في عام 2006)
  - مختبرات ستيفل (استحوذ عليها في عام 2009)
  - مختبرات فونكس (استحوذ عليها في عام 2010)
  - ماكسينوتريشن(استحوذ عليها في عام 2010)
  - سيلزوم(استحوذ عليها في عام 2011)
  - علوم الجينوم البشري (استحوذ عليها في عام 2013)
  - جليكوفاكسين(استحوذ عليها في عام 2015)
  - تيسارو (استحوذ عليها في عام 2019)
  - سيتاري للادوية (استحوذ عليها في عام 2019)

## وصلات إضافية
- الموقع الرسمي